# Voo Cargolux 7933
O voo Cargolux 7933 foi um voo cargueiro que se envolveu em um grave incidente em 21 de janeiro de 2010, no qual pousou em um veículo que estava em uma pista ativa. O veículo sofreu grandes danos enquanto a aeronave danificou um pneu. Três investigações foram iniciadas sobre o incidente. A causa encontrada foram erros do Controle de Tráfego Aéreo.

## Aeronave
A aeronave envolvida era um Boeing 747-4R7F (SCD) prefixo LX-OCV, com o número de linha 1222. A aeronave voou pela primeira vez em 25 de junho de 1999 e foi entregue à Cargolux em 13 de julho de 1999.

## Acidente
O voo 7933 partiu do Aeroporto Internacional de Hong Kong em 20 de janeiro de 2010 com destino ao Aeroporto Findel de Luxemburgo via Aeroporto Internacional Heydar Aliyev, Baku, Azerbaijão e Aeroporto Barcelona-El Prat, Barcelona, Espanha. Na etapa final, havia dois tripulantes e um passageiro a bordo. Na chegada a Luxemburgo, a aeronave foi autorizada a pousar na pista 24 do Aeroporto Findel. O tempo na época estava nebuloso, com visibilidade reduzida para 330 ft (100 m) e um alcance visual da pista de 1,150 ft (350 m). Às 12h53, horário local (11h53 UTC ), um dos pneus da aeronave entrou em contato com o teto de uma van que estava na pista durante a manutenção da iluminação da pista. O motorista da van ficou chocado com a colisão. A van foi gravemente danificada, com o teto empurrado e uma barra de iluminação destruída. Um pneu da aeronave também foi danificado.
Em 9 de fevereiro de 2010, foi instaurada uma ação disciplinar contra os controladores de serviço no momento da ocorrência do incidente. A necessidade de a van ficar na pista em horário de baixa visibilidade também está sendo investigada.

## Investigações
O Ministério dos Transportes do Luxemburgo afirmou que foram iniciadas três investigações sobre o incidente. Não foi informado se a van tinha permissão para entrar na pista ativa ou não. As investigações estão a ser conduzidas pela Administração Des Enquêtes Techniques, Direcção de Aviação Civil e Administração de Navegação Aérea (AET) do Luxemburgo. Um relatório preliminar revelou que a van havia recebido permissão para entrar na pista ativa. A autorização foi emitida antes do vôo 7933 começar sua aproximação. O voo 7933 também teve permissão para pousar na pista em que a van estava. Representantes do NTSB e da Associação Luxembourgeoise des Pilotes de Ligne ajudaram a AET em sua investigação. O evento foi inicialmente classificado pela AET como um acidente, mas foi rebaixado para um incidente grave, pois os danos à aeronave envolvida não foram estruturais.
O relatório final do AET sobre o incidente foi divulgado em 10 de dezembro de 2012. O relatório revelou que a causa do incidente foram erros do Controle de Tráfego Aéreo (ATC). A van havia sido instruída a desocupar a pista, mas o ATC não conseguiu confirmar se a instrução havia sido recebida e executada antes de dar permissão à aeronave para pousar. A van e a aeronave usavam frequências de rádio diferentes e, portanto, cada uma desconhecia a outra. Descobriu-se que uma falha no uso da fraseologia de rádio padrão foi um fator contribuinte para o incidente. A van tinha sido visto pela tripulação antes que eles desembarcaram, mas apurou-se que uma colisão ainda teria ocorrido se um go-around sido iniciada. Doze recomendações foram feitas no relatório final do AET. Isso incluiu a instalação de equipamento capaz de registrar comunicações ATC com pelo menos as gravações das 24 horas anteriores sendo mantidas. 